# Mehring (Mosel)
Mehring is een plaats in de Duitse deelstaat Rijnland-Palts, en maakt deel uit van de Landkreis Trier-Saarburg. Mehring telt 2.425 inwoners. Het is een broedergemeente van Linter.

## Bestuur
De plaats is een Ortsgemeinde en maakt deel uit van de Verbandsgemeinde Schweich an der Römischen Weinstraße.

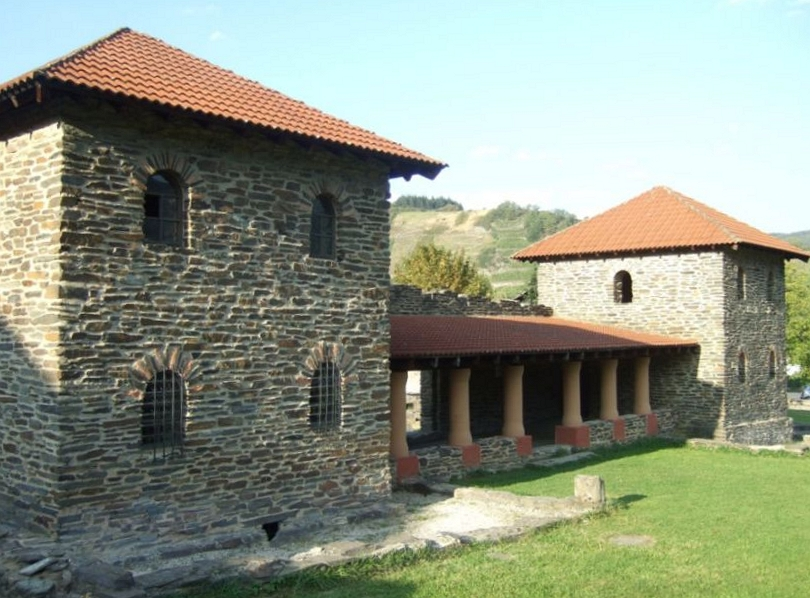
Reconstructie van Romeinse villa